# Stazione di Yunoo
La stazione di Yunoo (湯尾駅?, Yunoo-eki) è una fermata ferroviaria della cittadina di Minamiechizen, nella prefettura di Fukui in Giappone. La stazione è gestita dalla JR West e serve la linea principale Hokuriku).

## Linee
JR West
■ Linea principale Hokuriku

## Struttura
La fermata è costituita da due marciapiedi laterali con due binari passanti, collegati da passerella.
| Lato stazione | ■ Linea principale Hokuriku | per Tsuruga e Maibara |
| Lato campagna | ■ Linea principale Hokuriku | per Fukui e Kanazawa  |

## Stazioni adiacenti
| 《                        | Servizio                  | 》                        |
| Linea principale Hokuriku | Linea principale Hokuriku | Linea principale Hokuriku |
| ------------------------- | ------------------------- | ------------------------- |
| Imajō                     | Locale                    | Nanjō                     |